# Amaurobioides pohara
Amaurobioides pohara là một loài nhện trong họ Anyphaenidae.
Loài này thuộc chi Amaurobioides. Amaurobioides pohara được Raymond Robert Forster miêu tả năm 1970.